# Tasmantrix fragilis
Tasmantrix fragilis là một loài bướm đêm thuộc họ Micropterigidae. Loài này có ở miền đông Úc, ở đó nó is known only from a single locality in the Shoalhaven catchment in New South Wales.
Chiều dài cánh trước khoảng 2.7 mm đối với con đực. 